# Геліограф (метеорологія)

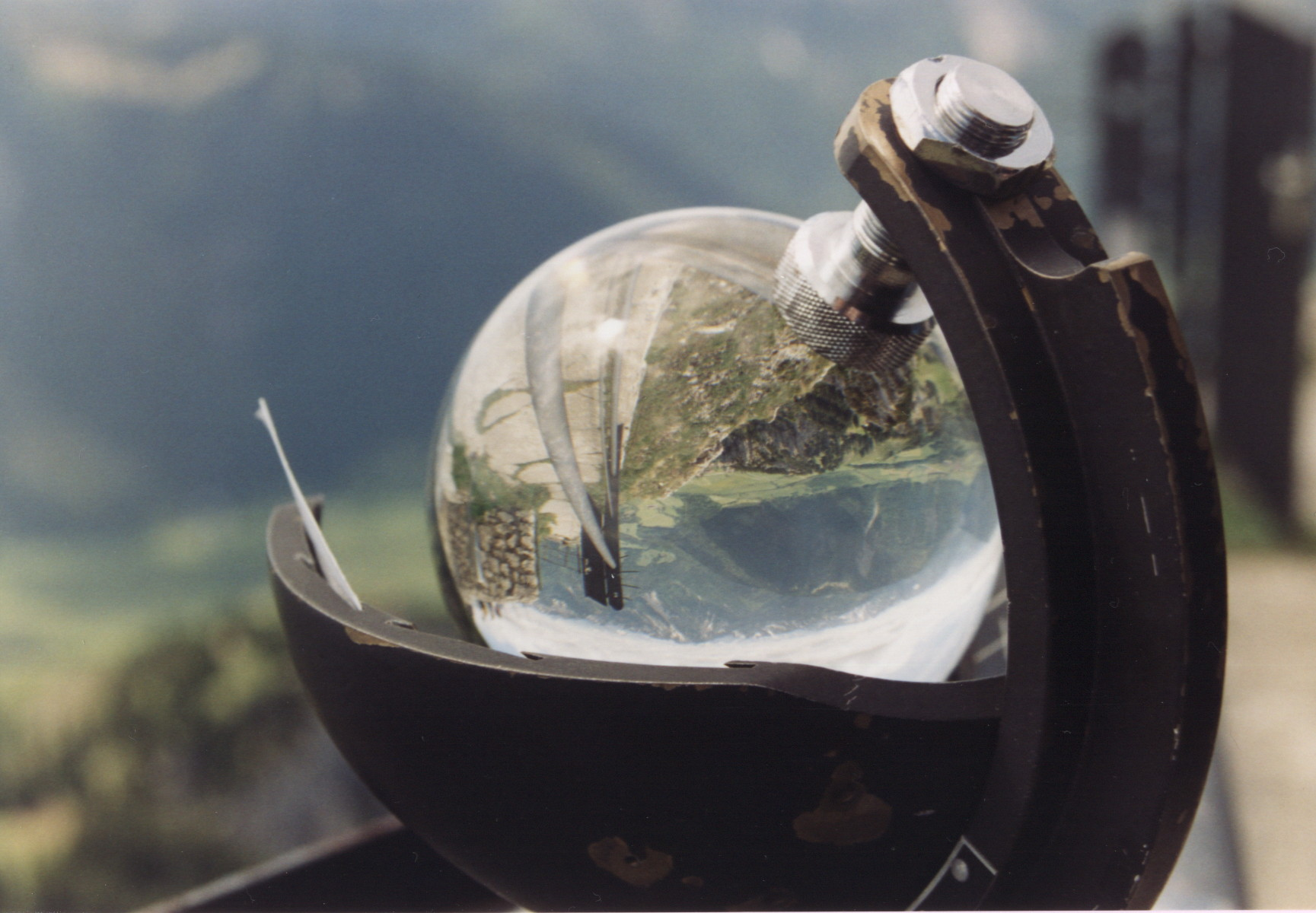
Геліограф Кемпбела-Стокса

Геліо́граф (від грец. ἥλιος — сонце та γράφω — пишу) у метеорології — прилад для автоматичної реєстрації тривалості сонячного сяйва (тобто часу, коли Сонце перебуває над горизонтом і не закрите хмарами) протягом доби.
Найчастіше застосовують геліограф Кемпбела-Стокса — скляну кулю-лінзу, навколо якої на фокусній відстані закріплено паперову стрічку з поділками, що відповідають годинам. Сфокусоване лінзою сонячне проміння пропалює стрічку, а внаслідок добового руху Сонця на небесній сфері, пропалені отвори утворюють смуги, за довжиною яких обчислюють тривалість сонячного сяйва.